# Tramea phaeoneura
Tramea phaeoneura är en trollsländeart som beskrevs av Maurits Anne Lieftinck 1953. Tramea phaeoneura ingår i släktet Tramea och familjen segeltrollsländor. Inga underarter finns listade i Catalogue of Life.